# ミッシュメタル
ミッシュメタルは複数の希土類元素（レア・アース）が含まれた合金である。ドイツ語の Mischmetall - "mixed metals" から付けられた名前である。

## 概要
多くの希土類元素同士は性質が似ているため分離が難しく、鉱石中の希土類金属を一括して還元した合金状態で使用された。酸化物状態での希土類の混合物を混合希土と呼び、混合希土を還元・精製したものがミッシュメタルである。各希土類元素ごとの分離コストが省けるため比較的安価で製造できる。

## 含有成分
ランタノイド元素で主に構成され、代表的なものとしては、セリウム約50%、ランタン約30%、ネオジム約15%を含む。
これらの元素比率は、精製元となる鉱石（モナズ石など）中の含有比率に左右される。

## 用途
- 鉄鋼製錬時における脱酸剤・脱硫剤。[1][3]
- 球状黒鉛鋳鉄製造時における、黒鉛を球状化させるための添加剤。[1]
- ライターの燧石の原材料。[1]
- ニッケル水素電池中の水素吸蔵合金の原材料。[1][3][4]
- 還元蒸留法によって希土類元素を単体分離する時の還元剤。[1]